# Лакальм
Лака́льм (фр. Lacalm) — колишній муніципалітет у Франції, у регіоні Окситанія, департамент Аверон. Населення — 190 осіб (2011).
Муніципалітет був розташований на відстані близько 460 км на південь від Парижа, 175 км на північний схід від Тулузи, 55 км на північний схід від Родеза.

## Історія
До 2015 року муніципалітет перебував у складі регіону Південь-Піренеї. Від 1 січня 2016 року належав до нового об'єднаного регіону Окситанія.
1 січня 2016 року Лакальм, Альпюеш, Грессак, Сент-Женев'єв-сюр-Аржанс, Ла-Террисс i Вітрак-ан-В'яден було об'єднано в новий муніципалітет Аржанс-ан-Обрак.

## Демографія
Динаміка населення (INSEE ):
Розподіл населення за віком та статтю (2006):
| Стать | Всього | До 15 років | 15-24 | 25-44 | 45-64 | 65-85 | Понад 85 |
| --- | ------ | ----------- | ----- | ----- | ----- | ----- | -------- |
| Чоловіки | 108    | 16          | 8     | 28    | 20    | 24    | 12       |
| Жінки | 104    | 12          | 12    | 20    | 20    | 32    | 8        |
| \| Статево-вікова піраміда \| Статево-вікова піраміда \| Статево-вікова піраміда \| \| ----------------------- \| ----------------------- \| ----------------------- \| \| Чоловіки \| Вік \| Жінки \| \| 12 \| 85 + \| 8 \| \| 8 \| 80-84 \| 12 \| \| 8 \| 75-79 \| 8 \| \| 4 \| 70-74 \| 12 \| \| 4 \| 65-69 \| 0 \| \| 0 \| 60-64 \| 4 \| \| 4 \| 55-59 \| 0 \| \| 12 \| 50-54 \| 8 \| \| 4 \| 45-49 \| 8 \| \| 12 \| 40-44 \| 8 \| \| 0 \| 35-39 \| 4 \| \| 8 \| 30-34 \| 4 \| \| 8 \| 25-29 \| 4 \| \| 0 \| 20-24 \| 4 \| \| 8 \| 15-20 \| 8 \| \| 4 \| 10-14 \| 8 \| \| 0 \| 5-9 \| 4 \| \| 12 \| 0-4 \| 0 \| |        |             |       |       |       |       |          |
| Статево-вікова піраміда |        |             |       |       |       |       |          |
| Чоловіки | Вік    | Жінки       |       |       |       |       |          |
| 12 | 85 +   | 8           |       |       |       |       |          |
| 8 | 80-84  | 12          |       |       |       |       |          |
| 8 | 75-79  | 8           |       |       |       |       |          |
| 4 | 70-74  | 12          |       |       |       |       |          |
| 4 | 65-69  | 0           |       |       |       |       |          |
| 0 | 60-64  | 4           |       |       |       |       |          |
| 4 | 55-59  | 0           |       |       |       |       |          |
| 12 | 50-54  | 8           |       |       |       |       |          |
| 4 | 45-49  | 8           |       |       |       |       |          |
| 12 | 40-44  | 8           |       |       |       |       |          |
| 0 | 35-39  | 4           |       |       |       |       |          |
| 8 | 30-34  | 4           |       |       |       |       |          |
| 8 | 25-29  | 4           |       |       |       |       |          |
| 0 | 20-24  | 4           |       |       |       |       |          |
| 8 | 15-20  | 8           |       |       |       |       |          |
| 4 | 10-14  | 8           |       |       |       |       |          |
| 0 | 5-9    | 4           |       |       |       |       |          |
| 12 | 0-4    | 0           |       |       |       |       |          |

## Економіка
2010 року серед 120 осіб працездатного віку (15—64 років) 91 була активною, 29 — неактивними (показник активності 75,8%, у 1999 році було 67,3%). З 91 активної мешканців працювало 90 осіб (50 чоловіків та 40 жінок), безробітними було 1 (0 чоловіків та 1 жінка). Серед 29 неактивних 4 особи були учнями чи студентами, 13 — пенсіонерами, 12 були неактивними з інших причин.

У 2010 році у муніципалітеті числилось 86 оподаткованих домогосподарств, у яких проживали 186,0 особи, медіана доходів виносила 14 734,5 євро на одного особоспоживача.